# Tóth Lajos (piarista házfőnök)
Tóth Lajos (Sümeg, 1792. szeptember 26. – Nagykanizsa, 1855. május 24.) piarista áldozópap és házfőnök-igazgató.

## Élete
1808. október 15-én Kecskeméten lépett a rendbe, ahol két évig volt novícius és tanított is, 1810-11-ben a grammatikai osztályokban, úgyszintén 1811-13-ban Tatán. Ekkor két évig a filozófiai tanfolyamot hallgatta Vácon, majd egy évig teológus volt Nyitrán és Szentgyörgyön. Tanár volt 1819-22-ben Vácon, 1822-26-ban Veszprémben, 1826-31-ben Sátoraljaújhelyen, ahol a szónoklatot és költészetet adta elő. 1831-36-ban Kecskeméten a novíciusok másodmestere, 1836-37-ben Magyaróvárt, 1837-42-ben Selmecbányán a poézis tanára; ekkor ugyanitt házfőnök, gimnáziumi és népiskolai igazgató lett. 1850-ben Nagykanizsára ment nyugalomba; de a nagy tanárhiány miatt itt újra a katedrára lépett és a latin, magyar és görög nyelvet adta elő.

## Munkái
- Főt. Bolla Márton urnak ... nevenapjára 1821. eszt. Pest (költ.)
- Óda mélt. és főt. Kopácsy József urnak, midőn a székes-fehérvári püspöki székbül a veszprémi püspöki székbe iktatnék. Veszprém, év n.
- Óda mélt. és főt. Gelei s Makai Makay Antal urnak, midőn veszprémi püspöki székébe iktatnék; bőjtmás havának 24. 1824. Uo. 1824
- A kegyes iskoláknak tek. nemes Zemplén vármegyében eltöltött század évi ünnepére szent Jakab havának 27. 1827. Kassa
- Óda mélt. Székhelyi gróf Majláth Antal urnak, midőn Zemplén vármegye főispáni székébe iktatnék, sátoralja-ujhelyi kegyes iskolák háza tiszteletül ajánlotta Kisasszony havának 5. 1830. Uo.